# Filippinmorkulla
Filippinmorkulla (Scolopax bukidnonensis) är en relativt nybeskriven vadarfågel i familjen snäppor.

## Utbredning och taxonomi
Filippinmorkullan beskrevs som en ny art för vetenskapen så sent som 2001, utifrån exemplar insamlade på 1960-talet först identifierade som vanlig morkulla. Det var när ett främmande läte noterades 1993 och nya exemplar samlades in som man insåg att det rör sig om en egen och tidigare okänd art. Fågeln förekommer i bergsområden över 900 meters höjd på öarna Luzon och Mindanao i Filippinerna. Den är troligen närmast släkt med javamorkullan, papuamorkullan och sulawesimorkullan.

## Utseende
Filippinmorkullan är en medelstor (30–33 cm) morkulla med lång näbb och rundade vingar. I utseendet är den mest lik sulawesimorkullan (S. celebensis). Ovansidan är djupt rödbrun, fint bandad och marmorerad i svart. Tvärs över hjässan syns svartaktiga teckningar. Undersidan är ljusare och beigefärgade. Som hos alla morkullor är ögonen placerade högt och långt bak på huvudet, och den långa näbben har en böjbar spets för att fånga maskar och andra ryggradslösa djur i marken.

## Läte
Spellätet utförs i flykten, då den flyger i vida cirklar över skogen, ett ljudligt och metalliskt skallrande "pip-pip-pip-pip-pip" avlösta av dämpade knorrande ljud.

## Levnadssätt
Fågeln hittas i avlägsna bergskogar mellan 900 och 2760 meters höjd, vanligen 1260–1650. Den är skygg och tillbakadragen, och aktiv på natten. Spelflykt har observerats mellan januari och mars strax före gryning. Ett bo troligen tillhörande arten har hittats i början av september, ägg i maj och ungar i september.

## Status
Artens population har inte uppskattats och dess populationstrend är okänd, men utbredningsområdet är relativt stort. Internationella naturvårdsunionen IUCN anser inte att den är hotad och placerar den därför i kategorin livskraftig.

## Namn
Fågelns vetenskapliga artnamn syftar på provinsen Bukidnon på Mindanao.